# Marek Arpad Kowalski
Marek Arpad Kowalski (ur. 1942, zm. 19 czerwca 2013) – polski etnograf, publicysta, dziennikarz, krytyk literacki i pisarz.

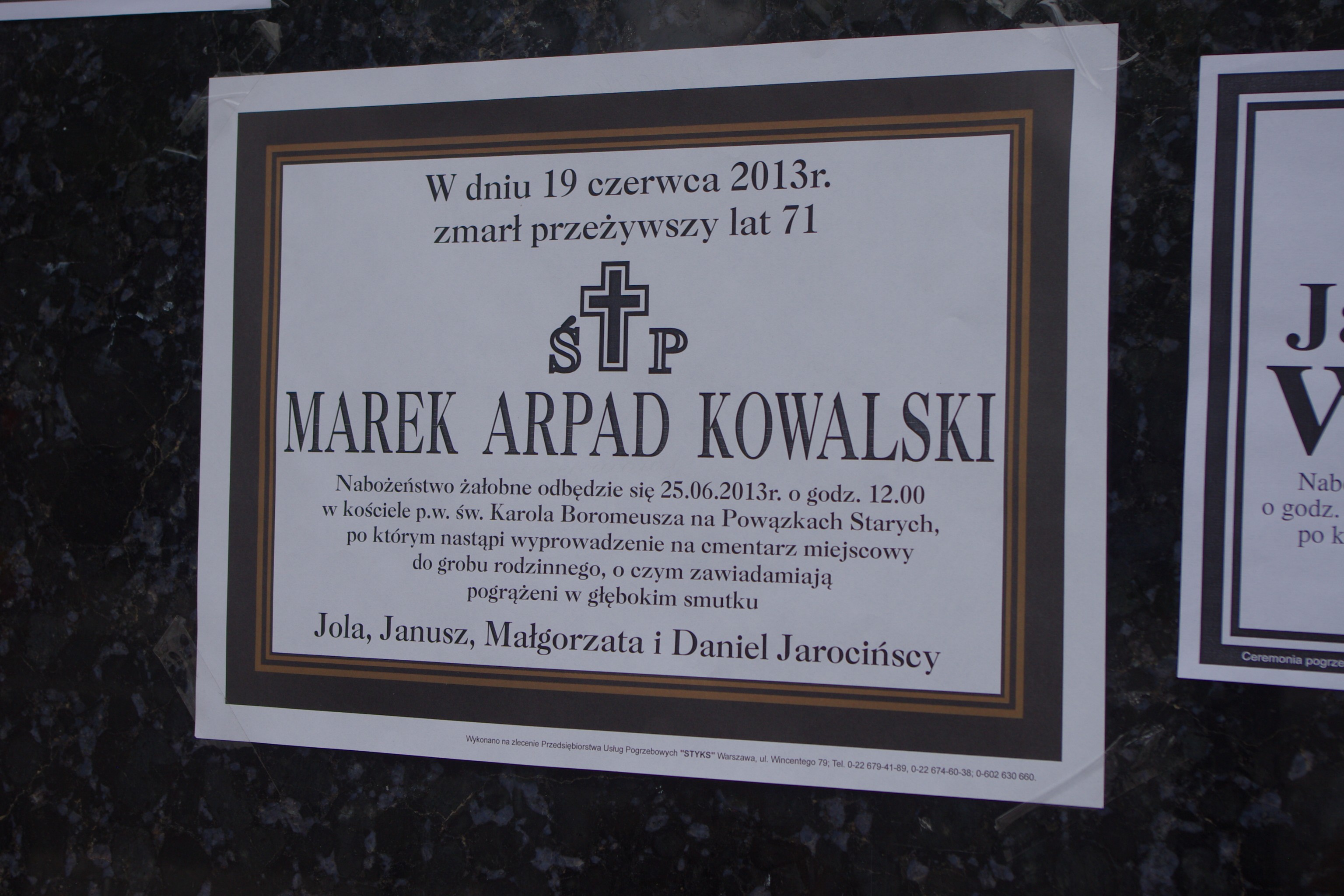
Nekrolog Marka Arpada Kowalskiego przy wejściu do kościoła pw. św. Karola Boromeusza na warszawskich Powązkach

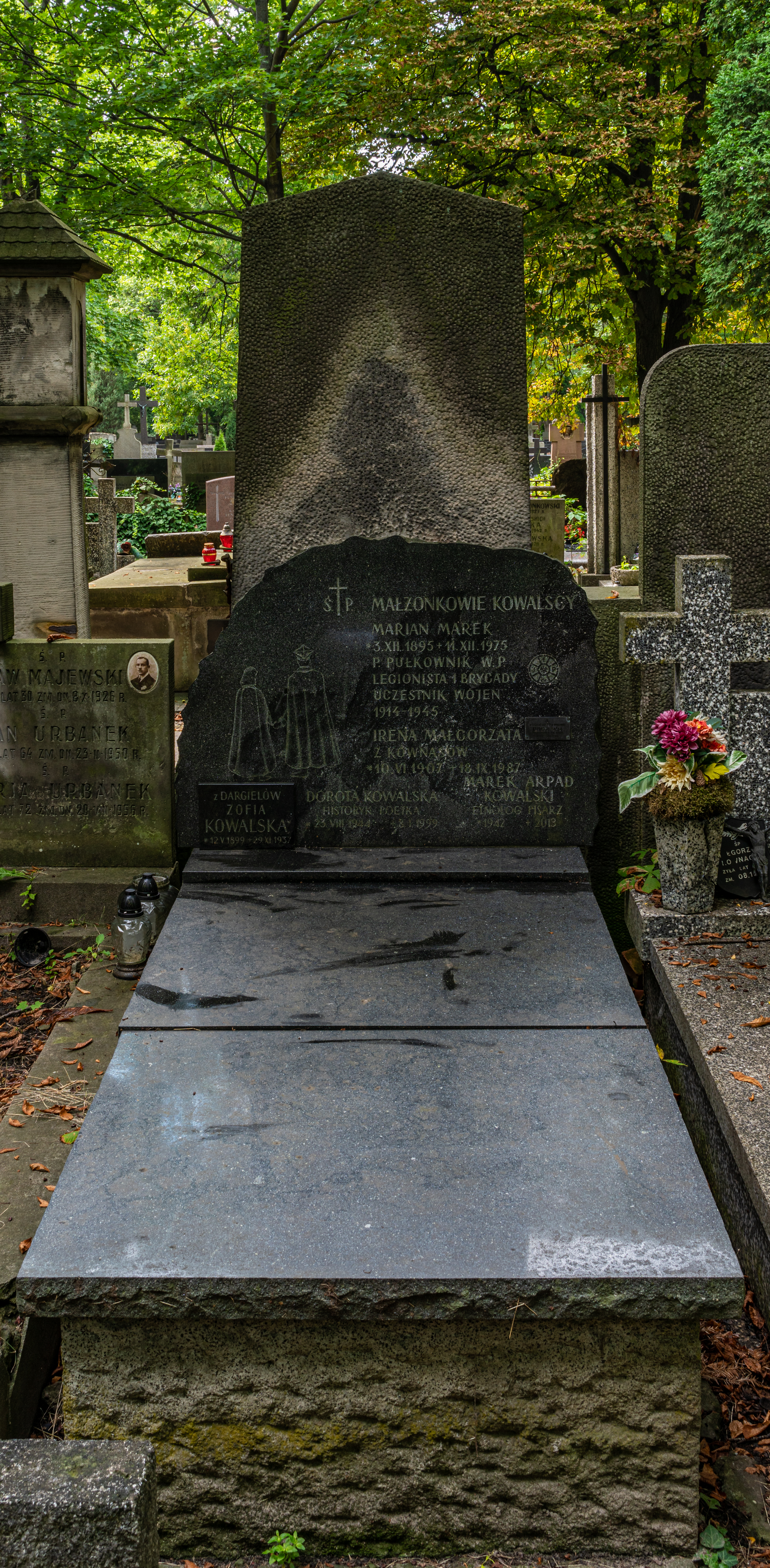
Grób Marka Arpada Kowalskiego na cmentarzu Powązkowskim

## Życiorys
Był synem oficera Mariana Kowalskiego (1895–1975) i Ireny z domu Kownas (1907–1987). Ukończył etnografię w 1964, a później Podyplomowe Studium Afrykanistyczne na Uniwersytecie Warszawskim.
Wieloletni kierownik działu kulturalnego w „Tygodniku Kulturalnym”. Zastępca redaktora czasopisma „Opcja na Prawo”. Stały felietonista i recenzent tygodników „Najwyższy Czas!”, „Przegląd Katolicki” i „Notes Wydawniczy”.
W 1991 i 1993 bezskutecznie kandydował do Sejmu z listy UPR.
Został pochowany na cmentarzu Powązkowskim w Warszawie (kwatera 107-5-13).

## Publikacje
Książki
- Na stos (2005)
- Kolonie Rzeczypospolitej (2006)
- Reklama dźwignią fałszu?, wyd. Ad Astra, Warszawa 2000
- Śladami świątków
- Sztuka frasobliwa, wyd. LSW, Warszawa 1988
- Poszukiwanie tożsamości

Artykuły
- Sierpecki ośrodek rzeźby ludowej, PSL, R. 19, nr 3.